# Мальчевско-Полненская волость
Мальче́вско-По́лненская во́лость — административно-территориальная единица в составе Донецкого округа Области Войска Донского Российской империи и РСФСР. Административный центр — слобода Мальчевско-Полненская.
В 1873 году к волости относились следующие посёлки: Греков-Полнинский, Сулин-Полнинский, Рогалик, Николаевский, Турилов, Пантелеев-Сысоев. В апреле 1924 года территория волости включена в состав новообразованного Мальчевско-Полненского района, входившего в Донецкий округ Северо-Кавказского края. 30 июля 1930 года Донецкий округ был упразднён и его территория отошла в прямое подчинение Северо-Кавказского края. В 1933 году в Северо-Кавказском крае образована Северная область, Мальчевско-Полненский район упразднён и часть его территории в 1934 году включена в Мальчевский район, который в 1934—1937 годах входил в Северо-Донской округ, а затем вошёл во вновь образованную Ростовскую область.